# Malinkoïta
La malinkoïta és un mineral de la classe dels silicats (tectosilicats). Va ser anomenada així l'any 2000 per A.P. Khomyakov, G.N. Nechelyustov, E.V. Sokolova i F.C. Hawthorne en honor de Svetlana Malinko, mineralogista russa de l'Institut de Recursos Minerals de Moscou (Rússia), la qual va especialitzar-se en minerals amb contingut de bor i en va descobrir alguns de nous. És similar a la kalsilita i la beril·lonita.

## Característiques
La malinkoïta és un silicat de fórmula química NaBSiO₄. Cristal·litza en el sistema hexagonal. La seva duresa a l'escala de Mohs és 7.
Segons la classificació de Nickel-Strunz, la malinkoïta pertany a «09.FA - Tectosilicats sense H₂O zeolítica, sense anions addicionals no tetraèdrics» juntament amb els següents minerals: kalsilita, nefelina, panunzita, trikalsilita, yoshiokaïta, megakalsilita, kaliofilita, virgilita, lisitsynita, adularia, anortoclasa, buddingtonita, celsiana, hialofana, microclina, ortosa, sanidina, rubiclina, monalbita, albita, andesina, anortita, bytownita, labradorita, oligoclasa, reedmergnerita, paracelsiana, svyatoslavita, kumdykolita, slawsonita, lisetita, banalsita, stronalsita, danburita, maleevita, pekovita, lingunita i kokchetavita.

## Formació i jaciments
Es forma en contextos intrusius primaris, concretament en complexos ignis alcalins. En la seva localitat tipus es va descriure en una cavitat en el nucli ric en ussinguita d'una pegmatita hiperagpaïtica. S'ha trobat només a Rússia i al Canadà.